# Louis Ganne (homme politique)
 (août 2021).
Pour les articles homonymes, voir Louis Ganne et Ganne.
Louis André Ganne, né le 26 février 1815 à Secondigny (Deux-Sèvres) et mort le 17 janvier 1886 à Versailles (Seine-et-Oise), est un homme politique français.

## Biographie
Médecin à Parthenay, il est un opposant libéral à la monarchie de Juillet. Sous-commissaire de la République à Parthenay en 1848, il se rallie à l'Empire et devient conseiller d'arrondissement et maire de Parthenay en 1864. Rallié à la République en 1870, il est élu conseiller général en 1871 et député des Deux-Sèvres de 1877 à 1886, siégeant avec la majorité opportuniste. 

## Sources
- « Louis Ganne (homme politique) », dans Adolphe Robert et Gaston Cougny, Dictionnaire des parlementaires français, Edgar Bourloton, 1889-1891 [détail de l’édition]